# Менчикуровский сельский совет (Весёловский район)
Менчикуровский сельский совет (укр. Менчикурівська сільська рада) — входит в состав
Весёловского района
Запорожской области
Украины.
Административный центр сельского совета находится в 
с. Менчикуры.

## История
- 1827 — дата образования.

## Населённые пункты совета
- с. Менчикуры
- с. Пискошино